# Efren Torres
Efren Torres (* 29. November 1943 in Jalisco, Mexiko; † 25. Februar 2010) war ein mexikanischer Boxer im Fliegengewicht.

## Profikarriere
Im Jahre 1959 begann er erfolgreich seine Profikarriere. Am 23. Februar 1969 boxte er gegen Chartchai Chionoi um die WBC-Weltmeisterschaft und gewann durch technischen K. o. in Runde 5. Diesen Gürtel verteidigte er im November desselben Jahres gegen Susumu Hanagata durch einstimmigen Beschluss und verlor ihn am 20. März des darauffolgenden Jahres im Rückkampf an Chionoi nach Punkten.
Im Jahre 1972 beendete er seine Karriere.